# IFK Kumla
Der IFK Kumla ist eine Sportvereinigung aus Kumla, Schweden.

## Geschichte
Der IFK Kumla ist eine Allianz der Sportvereine der Gemeinde Kumla, die zusammen organisiert werden. Die Allianz besteht aus dem Eishockeyverein IFK Kumla IK, die in der Saison 2012/13 in der drittklassigen Division 1 antritt, dem Fußballverein IFK Kumla Fotboll und dem Unihockeyverein IFK Kumla Innebandy. Die Unihockeymannschaft spielte unter anderem ein Jahr lang in der Svenska Superligan.